# Adam Lundqvist
Adam Stefan Lundqvist (20 de março de 1994) é um futebolista profissional sueco que atua como defensor, atualmente defende o BK Häcken.

## Carreira
Adam Lundqvist fará parte do elenco da Seleção Sueca de Futebol nas Olimpíadas de 2016.